# Tiptonville
Tiptonville – miasto w Stanach Zjednoczonych, w stanie Tennessee, siedziba administracyjna hrabstwa Lake.